# Колтун (воспаление)
Колту́н, или ковту́н (лат. Plica polonica; пол. Kołtun polski; укр. Гостець; бел. Каўтун) — воспаление сальных желёз на голове, возникающее в результате нарушения условий гигиены, нерасчёсывания, вшивости и т. д.
Вследствие обильного отделения (экскреции) сальных желёз на голове, волосы слипаются в клубки, косички, неразделимые космы и образуют слипшуюся густую массу, похожую на войлок, в которой накапливается грязь, пыль и часто множество мелких насекомых. Колтун устраняют сбриванием или стрижкой волос и последовательным лечением воспалительного состояния сальных желёз на голове.
Колтун поражал, в основном, крестьянство и другие малоимущие слои населения, но встречался также и среди высших социальных классов. Самой заметной фигурой в истории был король Дании и Норвегии Кристиан IV (1577—1648). Его колтун имел форму косички, свисавшей с левой стороны головы, украшенной красной лентой. Придворные, как сообщается в исторических источниках, принялись носить такую же причёску, чтобы польстить королю.
В Российской империи исследованиями колтуна занимался Александр Петрович Вальтер, в 1845 году защитивший первую в истории Киевского университета диссертацию по медицине «Микроскопическое исследование механизма сплетения волос в колтун».
Колтун встречается также у животных (у лошадей обычно под гривой, собак, котов, овец и др.).
В народных поверьях получил название го́стец. Гостец — это злой дух, поселившийся в человеке. Если кто-нибудь оскорбляет его неумелым лечением, то гостец обращается в опасную и трудноизлечимую болезнь. Бытовало убеждение, что стрижка колтуна может вредно отразиться на здоровье человека — расстройством психики, слепотой и др. Ношение колтуна должно было защитить от болезней и чёрта. В народном представлении происхождение колтуна (гостеца) связывалось также с наследственностью: «есть с родичов на потомство спадаючая» или чаще — с чарами, злым духом, который может войти в человека «из ветра … с холода, с работы или от сглаза, или с раннего рассвета, северного, вечернего, полуденного или с солнца, или мужских, или женских, или девичьих, или детских глаз».
Сверхъестественное значение, которое в народных поверьях приписывалось колтуну, вероятно, и вызвало синодский указ 24 февраля 1722 года, которым предписывалось: «игуменам в монастырях затворников и ханжей и с колтунами никого не держать».
Считалось, что колтун мог быть как мужского, так и женского рода: «заклинаю тя, гостец, самца и самицу». Мог поражать, то есть «помещаться» в разных частях человеческого тела, о чём свидетельствует заговор от него: «ани в бровах, ани в очах (глазах), ани в шее, ани в плечах, ани между плеч, ани в мышцах, ани в персях (груди), ани в сердце, ани в селезёнке, ани в плюцах (легких), ани в жилах, ани в мозгу, ани в чреве, ани в костех, ани в естественных пределах (половых органах), ани в коленах, ани в голенах, ани в руку, ани в ногу, ани во всем составе, ани во всем теле…».